# Castelo de Crathes
O Castelo de Crathes localiza-se próximo a Banchory, em Aberdeenshire, na Escócia.

## História
Remonta ao século XVI, erguido pelos Burnetts de Leys, e permaneceu nessa família por quatro séculos.
O castelo e a propriedade encontram-se atualmente na posse e administração do National Trust for Scotland, abertos ao público.
Encontra-se classificado na categoria "A" do "listed building" desde 18 de agosto de 1972.